# Clube de Natação e Regatas Álvares Cabral
Il Clube de Natação e Regatas Álvares Cabral è una associazione sportiva brasiliana della città di Vitória, Espírito Santo, fondata il 6 luglio 1902, l'associazione è conosciuta negli ultimi anni soprattutto per la squadra di calcio a 5 impegnata ai massimi livelli delle competizioni statali e nazionali.
Il Club si è aggiudicato 11 campionati dello stato di Espirito Santo. Il Club Alvares ha partecipa alla Liga Futsal per la prima volta nel 2007 giungendo ventesimo ed ultimo classificato. Si tratta della prima formazione di questo stato a partecipare alla Liga Futsal, per questo anche la stessa federazione di Espirito Santo ha collaborato al progetto che non ha dato frutti molto buoni data l'ultima piazza in campionato.

## Rosa 2007
|    | Naz.               | Nome                                    | Soprannome      | Ruolo     |
| -- | ------------------ | --------------------------------------- | --------------- | --------- |
| 1  | Brasile (bandiera) | Almir Jorge Jablonski                   | Almir           | Portiere  |
| 3  | Brasile (bandiera) | Felipe Santos Candeia de Lima           | FELIPE CANDEIA  | Pivot     |
| 4  | Brasile (bandiera) | Rafael de Souza Aires                   | RAFINHA CANHOTO | Laterale  |
| 6  | Brasile (bandiera) | George André dos Santos Pereira         | GEORGE          | Difensore |
| 7  | Brasile (bandiera) | Rafael Stocco dos Santos                | RAFINHA         | Laterale  |
| 8  | Brasile (bandiera) | Diego Alves da Silva                    | DIEGO           | Pivot     |
| 9  | Brasile (bandiera) | Pedro Bassul Neto                       | BASSUL          | Laterale  |
| 10 | Brasile (bandiera) | Erich Leonardo Bomfim                   | ERICH           | Laterale  |
| 11 | Brasile (bandiera) | Alex dos Santos de Sá                   | LECAO           | Difensore |
| 12 | Brasile (bandiera) | Rodolfo Rodrigues Sanderberg de Almeida | RODOLFO         | Portiere  |
| 13 | Brasile (bandiera) | Cleison Nazareno Machado de Leão        | TINHO           | Laterale  |
| 14 | Brasile (bandiera) | Neilton Henrique Simas Júnior           | JUNIOR CABECA   | Laterale  |
| 15 | Brasile (bandiera) | Thiago do Nascimento Rodrigues          | CANCUN          | Difensore |
| 16 | Brasile (bandiera) | Fernando Novaes de Lima                 | FERNANDINHO     | Difensore |
| 17 | Brasile (bandiera) | Eduardo Santos de Brito                 | DUDU            | Laterale  |
| 18 | Brasile (bandiera) | Edylecir Santos de Oliveira             | EDYLECIR        | Pivot     |
| 19 | Brasile (bandiera) | Vitor Silva Amorim                      | VITAO           | Portiere  |
| 20 | Brasile (bandiera) | David Bruno das Neves                   | TUTI            | Pivot     |
| 21 | Brasile (bandiera) | Washington Luiz de Oliveira             | TUSIN           | Portiere  |
| 22 | Brasile (bandiera) | Kleber Augusto da Silva Seabra          | KLEBER          | Laterale  |
| 23 | Brasile (bandiera) | Esmayle Assis de Jesus                  | ESMAYLE         | Laterale  |
| 24 | Brasile (bandiera) | Raone Servare de Lima                   | RAONE           | Laterale  |
| 25 | Brasile (bandiera) | José Afonso Novaes Neto                 | AFONSO          | Laterale  |
| 27 | Brasile (bandiera) | Walace dos Santos Barros                | FUMACA          | Pivot     |
| 33 | Brasile (bandiera) | Francisco Segovia Bonacossa             | CHICO           | Difensore |

Allenatore:  Roberto Zacouteguy

## Palmarès
- 11 Campionati dello Stato di Espirito Santo: 1980, 1981, 1982, 1983, 1984, 1995, 1996, 2002, 2005, 2006, 2007

## Andamento nella Liga Futsal
- 2007: 20º posto